# San Pedro Sula
San Pedro Sula è una città dell'Honduras situata nella zona nord-occidentale del Paese, nella Valle Sula, a 60 km a sud di Puerto Cortés, sul Mar dei Caraibi. Capitale del dipartimento di Cortés, è la seconda città più popolosa dello stato dopo la capitale Tegucigalpa ed è reputata il cuore economico del Paese. 

## Geografia fisica

### Territorio
San Pedro Sula è situato nella parte occidentale della Valle di Sula.

## Storia
La città venne fondata il 27 giugno 1536 da don Pedro de Alvarado con la denominazione "Villa de San Pedro de Puerto Caballos".
L'insediamento sopravvisse a stento al periodo coloniale. Nel 1601, il governo spagnolo dichiarò Santo Tomás porto ufficiale delle colonie centroamericane; questa mossa deviò le esportazioni da Puerto Cortés e provocò un declino economico che si protrasse per tutto il XVII secolo. Inoltre, San Pedro Sula rimase esposta alle incursioni di pirati e mercenari francesi, olandesi e inglesi. A metà del XVIII secolo, il governo spagnolo decise di costruire una serie di fortezze costiere per arginare gli attacchi inglesi. Una di queste fortezze, la fortezza di San Fernando, fu costruita a Omoa, a meno di 50 miglia da San Pedro Sula. Il conseguente aumento del commercio sostenne un incremento della popolazione da 70 abitanti nel 1714 a 357 nel 1789.
Dopo l'indipendenza, San Pedro Sula rimase un villaggio impoverito, dipendente dal commercio tra Omoa e l'interno del Paese. La città beneficiò della crescita del commercio delle banane negli anni '70 e '80 dell'Ottocento e strinse una stretta relazione con la Cuyamel Fruit Company di Sam Zemurray, spedizioniere e imprenditore ferroviario statunitense, e con la costruzione della Ferrovia Interoceanica tra il 1869 e il 1874, che collegava la città alla costa a Puerto Cortés. Zemurray lavorò a stretto contatto con le élite locali che investirono nelle imprese sussidiarie, creando così le condizioni politiche per l'affermazione della Cuyamel e il pagamento di pochissime tasse.

### Attentati del 31 ottobre 2010
Prima dell'inizio di una partita di calcio un commando armato ha aperto il fuoco su un gruppo di persone, provocando 14 morti. Gli uomini armati sono arrivati a bordo di due veicoli e hanno cominciato a sparare sul gruppo che stava per cominciare la partita a San Pedro Sula. Non è chiaro il motivo dell'attacco, ma la zona è teatro di scontri tra bande rivali per il traffico di droga. San Pedro Sula è situata in un posto dove le bande narcotrafficanti raffinano la cocaina prima di inviarla ai mercati statunitensi. La città è infatti considerata la più pericolosa al mondo, piazzandosi al primo posto di tale classifica dal 2011, una media di 10 omicidi al giorno. 

## Monumenti e luoghi d'interesse

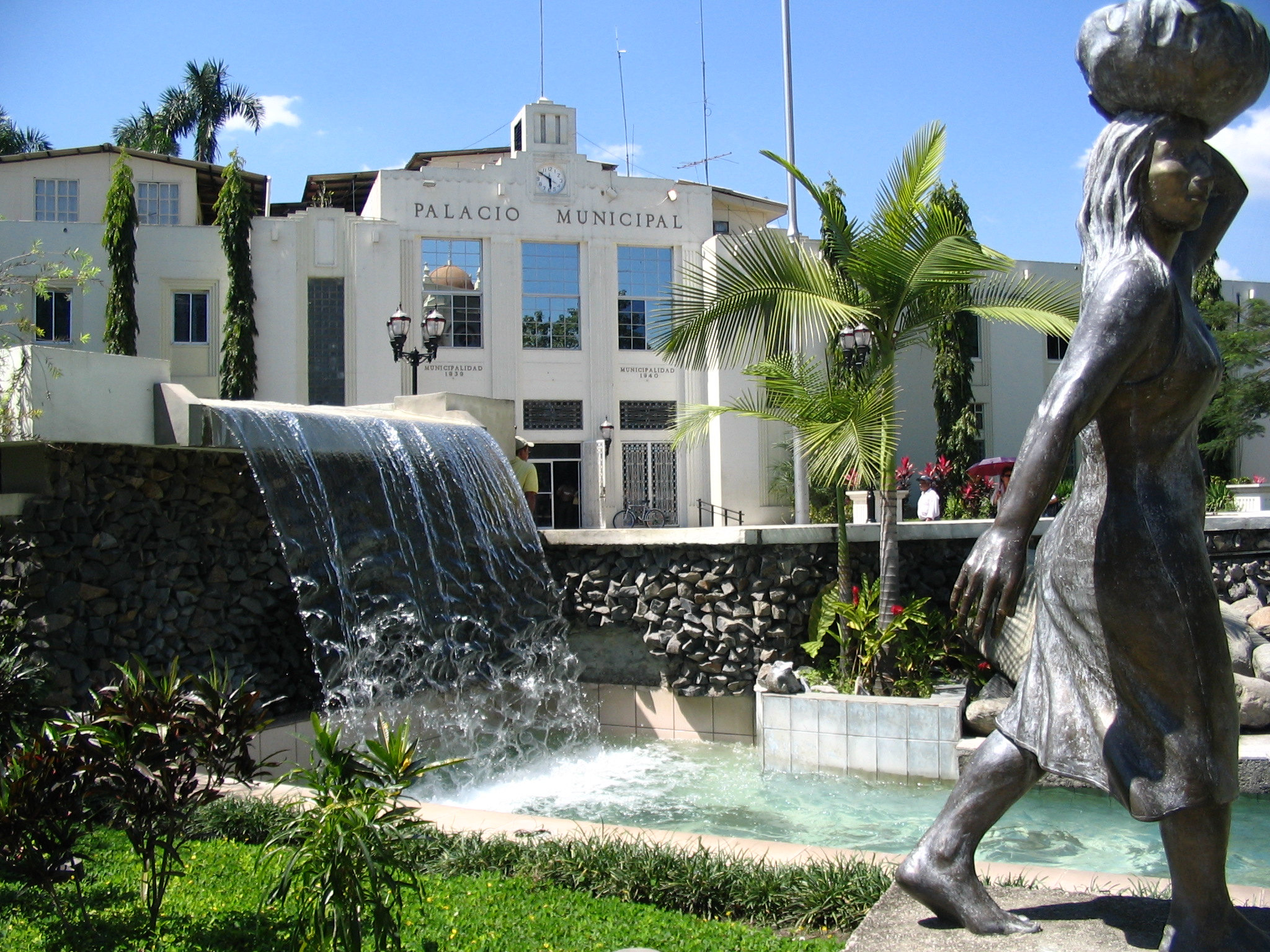
Municipio

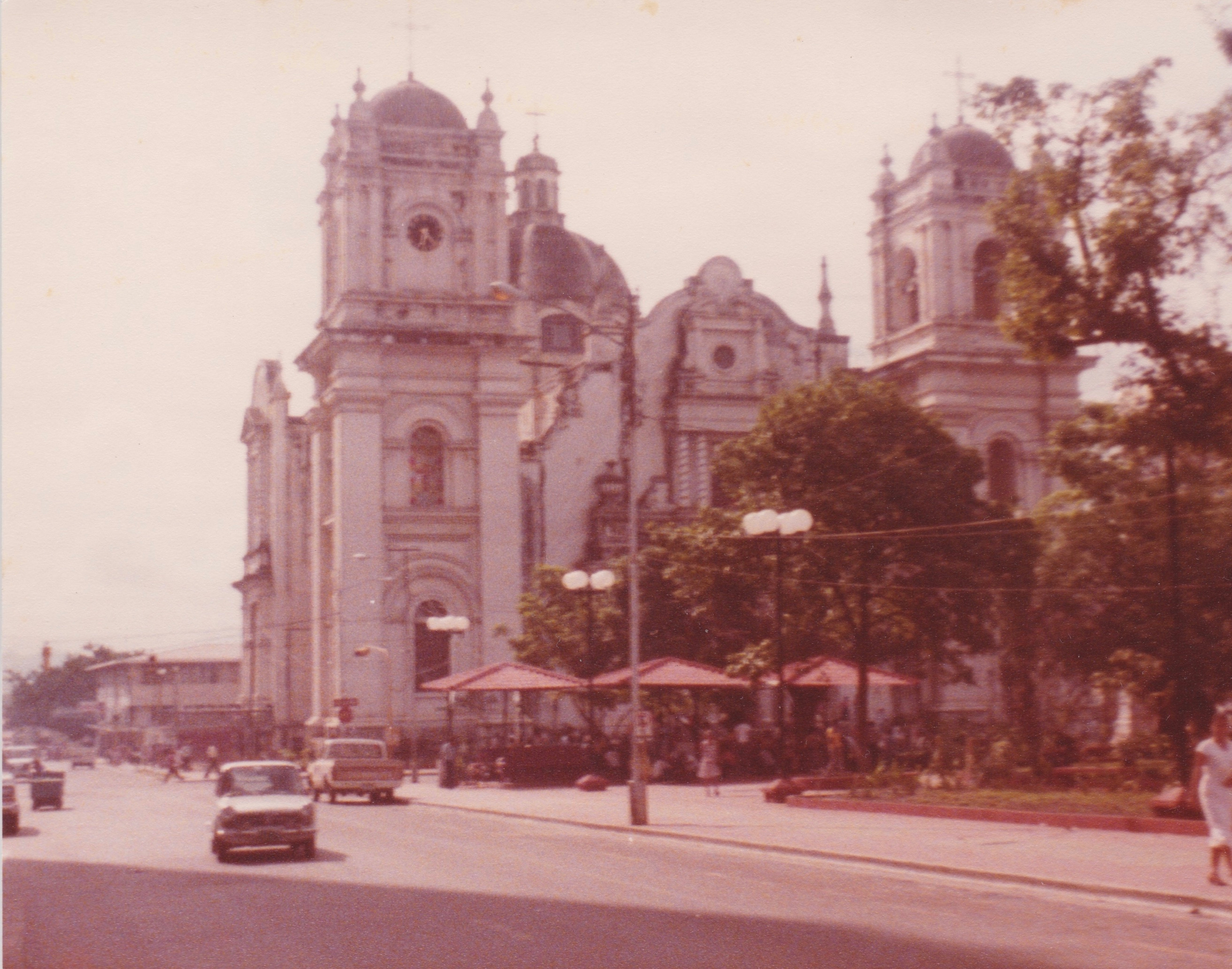
Cattedrale

- Municipio

- Cattedrale

## Società

### Criminalità
Oggi San Pedro Sula è considerata una delle città più pericolose del mondo. 
Dopo il colpo di Stato militare honduregno del 2009, il tasso di disoccupazione e di povertà sono raddoppiati. Nel 2013 si sono registrati 187 omicidi per 100 000 residenti.

## Religione
La città è sede della arcidiocesi di San Pedro Sula, istituita il 2 febbraio 1916.

## Infrastrutture e trasporti

### Aeroporti
La città è servita dall'Aeroporto Internazionale Ramón Villeda Morales.

## Amministrazione

### Gemellaggi
San Pedro Sula è gemellata con:
- Duisburg
- San Salvador
- Buenos Aires
- Città del Guatemala
- Città del Messico
- Marsiglia
- Monterrey
- Matagalpa

## Sport
Le due principali società calcistiche della città sono il Real España e il Marathón. Il principale impianto sportivo di San Pedro Sula è lo Stadio olimpico metropolitano, inaugurato nel 1998.